# منغیت (شهر)
مانغیت (به ازبکی: Mangʻit، منغیت)(به قره‌قالپاقی: Mańǵıt، ماڭعىُت) یک شهر در ازبکستان است که در ناحیه آمودریا واقع شده‌است. مانغیت ۳۰٬۷۰۰ نفر جمعیت دارد و ۸۵ متر بالاتر از سطح دریا واقع شده‌است.